# 舞羽美海
舞羽美海（日语：／ Maihane Mimi，1987年8月22日—），日本女演員，前寶塚歌劇團雪組主演娘役。出生於兵庫縣西宮市。身高161公分，血型A型。愛稱為 みっちぃ、みみ。

## 簡介
- 2005年，進入寶塚音樂學校，為第93期生，同期有宙組主演男役芹香斗亞、星組前二番手男役愛月ひかる。
- 2007年，進入寶塚歌劇團，初舞台為星組公演『さくら／シークレット・ハンター）』，之後配屬於雪組。
- 2011年1月，在雪組主演男役音月桂大劇場披露目『羅密歐與茱麗葉（ロミオとジュリエット）』中，與夢華あみ替役茱麗葉一角。（當時雪組無固定主演娘役）
- 2011年3月24日，就任雪組主演娘役，擔任音月桂的相手役。披露目為全國巡演『黒い瞳／ロック・オン!』。
- 2012年12月24日，與音月桂一同於東京寶塚劇場公演『JIN-仁-／GOLD SPARK！- 一瞬を永遠に -』千秋樂退團。

## 出演作品

### 電視動畫
2023年
- 寶可夢 地平線（阿蓋特）

2024年
- 蜻蛉高球（安谷屋洋子[1]）
- 我的英雄學院 第7期（ミハエラ、村民、梅莉兒）

2025年
- 正義使者 -我的英雄學院之非法英雄-（手指虎的妻子）

## 腳註
1. ↑  . Comic Natalie. 2024-03-21  [2024-03-21]. （原始内容存档于2024-03-21） （日语）.

## 外部連結
- 東京都會電視台網站舞羽美海簡介宝塚カフェブレイク登場人物舞羽美海，存档于Archive.today（存檔日期 20250423）
- 舞羽美海個人官方X
- 松竹娛樂官網舞羽美海介紹頁面